# Comuna Leninske, Apostolove
Leninske (în ucraineană Ленінське) este o comună în raionul Apostolove, regiunea Dnipropetrovsk, Ucraina, formată din satele Leninske (reședința) și Ust-Kameanka.

## Demografie
Componența lingvistică a satului Leninske
     Ucraineană (92,32%)
     Rusă (6,5%)
     Alte limbi (0,48%)
Conform recensământului din 2001, majoritatea populației satului Leninske era vorbitoare de ucraineană (92,32%), existând în minoritate și vorbitori de rusă (6,5%).